# Coenosia zanclocerca
Coenosia zanclocerca este o specie de muște din genul Coenosia, familia Muscidae, descrisă de Xue și Zhang în anul 2008.
Este endemică în Yunnan. Conform Catalogue of Life specia Coenosia zanclocerca nu are subspecii cunoscute.